# Suemus atomarius
Suemus atomarius là một loài nhện trong họ Philodromidae.
Loài này thuộc chi Suemus. Suemus atomarius được Eugène Simon miêu tả năm 1895.